# Epimadiza auricoxa
Epimadiza auricoxa är en tvåvingeart som beskrevs av Curtis W. Sabrosky 1947. Epimadiza auricoxa ingår i släktet Epimadiza och familjen fritflugor.
Artens utbredningsområde är Malawi. Inga underarter finns listade i Catalogue of Life.